# Hyposoter nigrior
Hyposoter nigrior är en stekelart som beskrevs av Aubert 1993. Hyposoter nigrior ingår i släktet Hyposoter och familjen brokparasitsteklar. Inga underarter finns listade i Catalogue of Life.